# 鶉権兵衛
鶉権兵衛（うずらごんべえ、? - 天和3年10月12日（1683年11月30日））は、江戸時代の盗賊団の首領。

## 捕縛から処刑まで
鶉権兵衛は、延宝から天和期（1673 - 83年）にかけて、総勢10人ほどの盗賊団を率いて江戸を荒らしまわった。当時、10組ほどの盗賊集団が世に知られていたが、他の盗賊団は盗みに入った後に証拠隠滅や逃げ道確保のために放火をした。しかし、権兵衛は強盗に入る前に、別の場所に放火して火付盗賊改方をそちらに引き付け、その間に狙いをつけた場所に押込強盗をしてすばやく姿をくらますという手口で何度も裏をかいてきた。
しかし、火盗改の中山勘解由によって、天和3年（1683年）6月に権兵衛は一味の者とともに捕縛された。作兵衛・長兵衛という二人組と合わせ計7名の火付盗賊犯を捕らえた勘解由は、権兵衛から盗賊仲間や居所などの情報を得るため、過酷な拷問を行った。ここで勘解由は、考案した海老責という拷問を初めて試した。権兵衛は責めに屈して、ついに白状したが『御仕置裁許帳』には「去年（天和2年、1682年）12月28日と今年（1683年）正月に谷中の火事の際、各所へ火を付けたことを白状した」という簡単な罪状だけが記されている。
天和3年（1683年）10月12日、権兵衛は、手下の亀之助・猿之助（えんのすけ）、小姓廻し・何右衛門（かえもん）、市六・長兵衛の3人とともに品川の鈴ヶ森で火あぶりの刑となった。なお、権兵衛とともに捕らえられた作兵衛・長兵衛の二人組も、この日、浅草寺経堂に放火した咎で浅草の小塚原で火あぶりになっている。

## 権兵衛の怨念
様々な拷問にかけられながらも権兵衛はなかなか自白しなかったため、勘解由は「自分は髭を抜きながら吟味するような奉行とは違う、苦しい目に逢って死ぬより、早く恐れ入って白状しろ」と脅すが、「髭を抜くとは甲斐庄喜右衛門殿のことか、彼の御方は明白にして少しも邪なることなし」と言い返し、あまりに情け容赦の無い勘解由の責めを恨み、3年以内に必ず「その験を見せん」と言った。
自白した後、市中引き回しの上、四谷で晒、その後に牢屋入りとなったが、勘解由の屋敷の門前を通る時に権兵衛は「やがて思い知るぞ」と四辺に響き渡るほどの大声で叫んだ。火あぶりとなった時も、体に火が燃え移り、口から火が噴き出るようになりながらも「勘解由、勘解由」と3度叫び続け、ついには頭蓋が割れて絶命したという。
権兵衛の処刑後、勘解由の子が4歳になった時に乳母が急に暇を願い出たため、訳を聞くと「坊ちゃまが、夜中に行燈の油を舐める」と言う。初め、勘解由は信じなかったが、その夜、見張っているとその通りであったので勘解由はその子を刺殺した。その兄である勘解由の嫡子は乱心して死去し、勘解由は全身に赤い筋が生じ、腰が曲って苦しみ、やがて「権兵衛が来る、権兵衛が来る」と口走り、そのまま腰の病が重篤となり没したといわれる。